# Нела Ержишник
Нела Ержишник (Бања Лука, 18. јуна 1922 — Волоско код Опатије, 14. августа 2007) је хрватска и југословенска комичарка, рођена под именом Невенка Марас, а потом узела име Марија Блажевић.

## Биографија

### Детињство и младост
Родила се у породици Ивана и Матилде Мараса у Бањалуци.
Детињство је провела у Госпићу и Оточцу, где је завршила основну школу и три разреда гимназије. Са породицом се преселила у Загреб 1935. године, где је завршила горњоградску гимназију. Као млада девојка у доба НДХ радила је у главној пошти у Јуришићевој улици. После Другог светског рата завршила је 1948. године студије глуме на Земаљској глумачкој школи у Загребу.

### Глумачка каријера
Глумачку каријеру почела је у Хрватском народном казалишту, а 1953. године прелази у Загребачко драмско казалиште (касније Казалиште „Гавела“). Прославила се посебно 1952. године насловном улогом у Аристофановој „Лисистрати.“ Позоришну каријеру завршила је напрасно главном улогом у Нушићевој „Госпођи министарки.“
Филмску каријеру почела је педесетих година као филмска глумица у филмовима „Сињи галеб (1953)“, „Јубилеј господина Икла (1955)“, „Не окрећи се сине“, „Свога тела господар (1957)“, „Само људи (1957)“, „Х-8“, „Сигнали над градом (1960)“, „Мартин у облацима (1961)“, „Бреза (1967)“.

## Филмографија

### Телевизијске Улоге
- "Полетарац" (1979)

### Филмске Улоге
- " Бреза" као Дора (1967)
- " Сабласти" (1964)
- " Мартин у облацима" као преварена Жена (1961)
- " Сигнали над градом" као Екрем (1960)
- " Узбуна у Гранд Хотелу" (1960)
- " Х-8" (. 1958)
- " Само људи" као Тетка Ема (1957)
- " Свога тела Господар" као Барица (1957)
- " Не окрећи се сине" као жена на прозору (1956)
- " Јубилеј господина Икла" као Флора Кркач (1955)
- " концерт" као Барбара (1954)
- " Сињи Галеб" као Маре (1953)

## Комичарка
Улогом Марице Хрдало која је у емисијама тадашње Радиотелевизије Загреб као обична, једноставна жена коментарисала актуелности у земљи и у свету, стекла је велику популарност као комичарка. У том је својству обишла многе крајеве Југославије и имала велик број сусрета са публиком. Међу њеним поштоватељима био је и Јосип Броз Тито.

## Занимљивости
За време Рата у Хрватској подржавала је ХДЗ и Туђмана. Почетком 2000-их привукла је пажњу отвореним писмом које је послала Миодрагу Петровићу Чкаљи, српском комичару, кад је чула да овај њен колега и комичарска легенда некадашње Југославије трпи крајње сиромаштво као заборављени пензионер.
Године 2003. објављена је њена аутобиографска књига „Моја три живота“.